# Грую (Ілфов)
Грую (рум. Gruiu) — село у повіті Ілфов в Румунії. Входить до складу комуни Грую.
Село розташоване на відстані 33 км на північ від Бухареста, 114 км на південний схід від Брашова.

## Населення
За даними перепису населення 2002 року у селі проживали 1887 осіб. Рідною мовою 1883 особи (99,8%) назвали румунську.
Національний склад населення села:
| Національність | Кількість осіб | Відсоток |
| -------------- | -------------- | -------- |
| румуни         | 1863           | 98,7%    |
| цигани         | 20             | 1,1%     |